# Бычков, Юрий Михайлович
Ю́рий Миха́йлович Бычко́в (28 ноября 1939 — 4 мая 2022) — советский и российский деятель спорта, президент Федерации фехтования России (1992—2000), видный спортивный функционер-реформатор. Первым из российских коллег — руководителей национальных федераций РФ по олимпийским видам спорта, осуществил проект выдвижения и избрания российского представителя Алишера Усманова на пост президента Международной федерации.
Заслуженный тренер РСФСР (1972), заслуженный работник физической культуры РФ (2000), доктор педагогических наук, профессор. Кавалер Серебряного Олимпийского ордена МОК (1983) за заслуги перед олимпийским движением.

## Биография
Родился 28 ноября 1939 года, в Омске.
Окончил Омский государственный институт физической культуры в 1962 году. Мастер спорта СССР (1964).
Работал преподавателем кафедры единоборств Омского ГИФК (1964—1974). Как тренер, подготовил чемпиона мира в команде(1971), серебряного призёра XX Олимпийских игр,1972 (Мюнхен) — Виктора Баженова, чемпиона мира среди юниоров /личн.(1972) — Владимира Павленко, и др. Заслуженный тренер РСФСР (1972).
В 1974 году был направлен Спорткомитетом СССР в Иран в качестве тренера национальной сборной по фехтованию. Его заслуги перед спортом Ирана отмечены национальными наградами.
В 1977 году стал старшим тренером сборной РСФСР по фехтованию на саблях, с 1981 года — главный тренер. Одновременно работал тренером детско-юношеской спортивной школы на спортивной базе «Маяк» (Химки), где постоянно тренировалась сборная России. Подготовил серебряного призёра Чемпионата мира,1982 (Рим) в личном зачёте, пятикратного чемпиона мира (1981—1990), и серебряного призёра XXIV Олимпийских Игр,1988 (Сеул), в составе команды по сабле — Андрея Альшана.
В 1985 году был назначен на должность заместителя начальника Главного управления Спорткомитета РСФСР по работе с резервом. В 1989 году стал главным тренером сборной команды профсоюзов.
С 1992 — главный тренер сборной команды России по фехтованию. Работал с командой на XXVI Олимпийских играх 1996 в Атланте. Под его руководством завоёвано 4 золотых (А.Бекетов/шпага; С.Поздняков/сабля; команда/сабля; команда /м.рапира), 2 серебряных и 1 бронзовая — медали. Возглавлял сборную РФ на XXVII Олимпийских Играх 2000 в Сиднее (3 золотые: П.Колобков/шпага; команда/сабля; команда/ж.шпага; и 1 бронзовая — медали).
В 1992 избран Президентом Федерации фехтования России, и являлся им в течение двух сроков, до 2000 года.
Занимал активную позицию в Международной Федерации фехтования (FIE). Способствовал высокому авторитету российского фехтования на международной арене. Неоднократно избирался членом и председателем юридической Комиссии FIE. Внёс на рассмотрение и провёл в жизнь более 50 важнейших законопроектов развития фехтования.
В 2000 году, в целях развития и привлечения в сборную команду России необходимых инвестиций, по собственной инициативе, пригласил на место Президента Федерации фехтования России — известного бизнесмена Алишера Усманова. Добровольно уступил ему свою функцию, став вице-президентом федерации.
С 2004 по 2008 год проводил в FIE активную политику выдвижения российского представителя Алишера Усманова на должность Президента. Руководил предвыборной кампанией кандидата, координировал работу предвыборного штаба, и способствовал победе Усманова на выборах президента Европейской Конфедерации фехтования в 2005 году, и президента Международной федерации фехтования в 2008 году.
С 1998 года — заведующий кафедрой фехтования Российского государственного университета физической культуры, спорта, молодёжи и туризма. Доктор педагогических наук, профессор. Является автором более 30 научных работ по методике обучения фехтованию. До 2009 года был председателем Комиссии по региональному развитию.

## Награды и почётные звания
- Орден Почёта (1997)[10]
- Орден Дружбы
- Серебряный Олимпийский орден (2003 год)[11]
- Заслуженный работник физической культуры Российской Федерации
- Заслуженный тренер РСФСР
- Мастер спорта СССР
- Медаль Государственного комитета по физической культуре и спорту
- другие награды, ряд почётных знаков